# 数学的対象
数学および数学の哲学において、数学的対象（すうがくてきたいしょう、英: mathematical object）は、数学の中から生じてくる抽象的対象である。
一般的に遭遇する数学的対象として、数、順列、分割、行列、集合、関数、および関係などが挙げられる。数学の分科としての幾何学は、六角形、点、線、三角形、円、球、多面体、位相空間、および多様体のような対象を持つ。別の分科の代数学は、群、環、体、格子、および束といった対象を持つ。圏は、数学的対象を一斉に生じさせるものであるとともに、それ自体がひとつの数学的対象である。
数学的対象の存在論的な立場は、数学の哲学で調査および議論される重要な主題である。この議論については、論文(Burgess & Rosen 1997)を参照のこと。

## カントールの枠組み
20世紀の変わり目頃に現れたカントールの仕事によってもたらされた観点は、全ての数学的対象は集合によって定義できるというものであった。{0,1} という集合は比較的明確な例である。表面的には、2 を法とする整数の群 Z2 もまた二つの要素を持った集合である。しかしそれは単に集合 {0,1} であるのではない。これは 2 を法とする和および反数の演算によって Z2 へ割り当てられた付加構造について言及していないからである。例えば、0 または 1 のどちらが加法単位元であるのかをわれわれはどのようにして知ればよいのか？ この群を集合として体系化するためには、まず四つ組 ({0,1},+,−,0) として規定し、次に四つ組を集合として表すいくつかの慣習のうちの一つを使ってやれば集合として書けるから、あとは必然的に +, −, 0 を集合として規定すればよい。
このアプローチは、数学の存在論は実践や教育法の影響を受けるべきであるかどうかという根源的に哲学的な問いが生じる。数学者はそのような符号化についての研究は行わない、符号化は規範的でも実践的でもない。それらはどんな代数学の教科書にも現れないし、代数学の教程の学生も指導者もそのような符号化には全く精通していない。それゆえ、もし存在論が実践を反映するべきものであるならば、数学的対象はこの方法では集合へ還元できない。

## 基礎付けに関わる逆理
しかしながら、もし数学的存在論が数学の内部無矛盾性を成立させるために作られているとしたら、数学的対象はそのパラドックスの本質をあらわにするために、実際の実践とは無関係に、ある単一の方法で（例えば、集合として）定義ができることはより重要である。これは数学基礎論によって取られてきた観点である。数学基礎論は伝統的に、数学的対象を集合として定義することに対する正当化として、パラドックスをうまく扱うことに数学的実践の詳細を正確に反映することよりも高い優先順位を与えてきた。
集合を備えた数学的対象のこの根本的な同定によって作られた緊張の多くは、根本的な目的を過度に妥協することなく和らげることができる。すなわち、二種類の対象を数学的宇宙、集合および関係の中へ入れることによって、その二つの対象を単なる他のものの実体と見なすような要求は生じない。これらは、述語論理の議論領域としてモデル理論の基礎を形成している。この観点では、数学的対象は述語論理の言語で表現された形式理論の公理を満たす実体である。

## 圏論
このアプローチの変化形は、関係を演算で置き換える普遍代数学の基礎である。この変化形において、公理はよく方程式または方程式間の陰伏関係の形を取る。
より抽象的な変化形は圏論である、これは集合を対象として、その上の演算をこれらの対象間の射として抽象化する。この抽象化のレベルにおける数学的対象は、単にそのグラフの頂点へ還元される。射としてのそのグラフの辺は、これらの対象を変換できる方法を抽象化し、そのグラフの構造は射の合成法則において符号化される。圏は、（通常は、具体圏である、すなわち集合の圏への、またはより一般的には適切なトポスへの忠実忘却関手を備えている場合に）いくつかの公理的な理論のモデルおよびそれらの間の準同型として生じる、または他のより原始的な圏より構成されるであろう。また、圏はその起源とは関わりなく、それ自身で意味を持つ抽象的対象として研究されうる。